# Ambulacraria
Los ambulacrarios (Ambulacraria) o celomoporos (Coelomopora) son un clado de invertebrados que incluye equinodermos y hemicordados. Los ambulacrarios forman parte de los deuteróstomos, un clado más amplio que también incluye a los cordados y los vetulícolas (taxón extinto del Cámbrico).

## Taxonomía
Los dos clados vivos con organismos representativos son:
- Echinodermata (estrellas de mar, erizos de mar, pepinos de mar, lirios de mar)
- Hemichordata (gusanos bellota, pterobranquios y posiblemente graptolites)

El filo Xenacoelomorpha es considerado el grupo hermano de Ambulacraria según análisis moleculares recientes que intentan evitar el error sistemático. Otros estudios habían sugerido que Xenacoelomorpha era el filo basal de Bilateria pero resultó ser causado por la atracción de ramas largas.
Los siguientes taxones extintos podrían situarse en la base de Ambulacraria:
- Cambroernida
  - Herpetogaster Caron, Conway Morris & Shu, 2010[4] - con una especie: † Herpetogaster collinsi Caron, Conway Morris & Shu, 2010[4]
  - Eldoniidae
  - Rotadisciidae